# Rayman M
Rayman M (pubblicato come Rayman Arena in America, per impedire che la M presente nel titolo potesse essere interpretata con la sigla "Mature" dell'Entertainment Software Rating Board anziché come iniziale di "Multiplayer") è un videogioco sportivo della serie di Rayman, basato su corse e combattimenti in modalità multigiocatore.
Il gioco è stato pubblicato da Ubi Soft nel 2001 esclusivamente per PlayStation 2 e Windows, a differenza di Rayman Arena pubblicato nel 2002 anche per GameCube e Xbox.
Un port, intitolato Rayman Rush, è stato pubblicato per PlayStation nel 2002. Questa versione presenta unicamente la modalità corsa fino a due giocatori, e i Teensy sono sostituiti da un nuovo personaggio sbloccabile chiamato Globette.
L'accoglienza della critica è stata media.

## Modalità di gioco
Il gioco è diviso in due modalità di gioco, entrambe che supportano fino a quattro giocatori: corse a piedi e battaglie basate sull'arena.
Le versioni per PlayStation 2 e Windows richiedono al giocatore di completare tutti e cinque i campionati (Principiante, Avanzato, Esperto, Estremo e Bonus) per battere il gioco.
Le versioni GameCube e Xbox richiedono al giocatore di completare le quattro modalità di gioco principali (Obstacle Racing, Time Attack, Total Fight e Freeze Combat) su tutte e tre le difficoltà (Principiante, Pro e Maestro) per battere il gioco.
La versione PlayStation, intitolata Rayman Rush, presenta solo la modalità corsa. I Teensy sono stati sostituiti con un nuovo personaggio (Globette), sono presenti dodici circuiti (il livello Treasure Ship è stato rimosso e sostituito con Canopy) e il filmato introduttivo è stato leggermente modificato. Il gioco supporta solo fino a due giocatori, a causa delle limitazioni hardware della PlayStation.

## Corsa
Le ultime tre modalità "Futuro", "Big Bang" e "Nato per scivolare" non sono presenti nelle corse del campionato bonus.

### Training
Modalità che serve per familiarizzare con i livelli e imparare il tracciato. Questa modalità è disponibile solo in giocatore singolo.

### Race
Una corsa a 3 giri fra 4 giocatori, per vincere bisogna arrivare primi. In modalità multi-giocatore si possono selezionare il numero di giri o il distacco di tempo da infliggere ad un avversario per ottenere la vittoria.

### Popolopoï
Per vincere questa modalità devi completare una corsa a 3 giri entro 20 secondi, sparando alle farfalle per ottenere tempo extra. Questa modalità è disponibile solo in giocatore singolo.

### Lums
Bisogna vincere una gara contro un solo avversario prendendo tutti i lum gialli sparsi.

## Combattimento

### Lum Spring
Bisogna prendere per primo 5 lum sparsi nell'arena. La posizione dei lumi è mostrata nel radar. Puoi usare un proiettile congelante (5 colpi disponibili) che immobilizza l'avversario per un secondo. Le munizioni si ricaricano automaticamente.

### Lum Fight
I partecipanti iniziano con 5 punti ferita, e quando un partecipante ha 0 punti ferita, riappare in un punto casuale della mappa. Bisogna ottenere 5 lum sparando gli avversari usando le armi e portando i loro punti ferita a 0. Se arrivi a 0 punti ferita colpendoti con la tua arma, perdi un lum. Le armi sono contenute nei generatori. I generatori dorati contengono le armi migliori.

### Capture the Fly
Per vincere questa modalità, devi prendere un insetto luminoso e tenerlo il più possibile. Guadagni un lum col passare del tempo. L'insetto si può rubare sparando, mentre chi è in possesso dell'insetto non può sparare, ma diventa più veloce. Hai a disposizione 5 proiettili a rimbalzo (che si ricaricano col passare del tempo) per sparare agli avversari.

## Personaggi giocabili
RaymanLa star del gioco. Ha una skin sbloccabile solo in Rayman Arena.
RazorbeardL'irritabile signore dell'esercito robo-pirata.
GloboxIl migliore amico di Rayman, che si è unito alla competizione per superare la sua timidezza (a differenza di altri giochi in cui è apparso, non ha paura dei cattivi). Ha tre skin sbloccabili.
Henchman 800Uno dei Pirati-Robot, in particolare della varietà rossa. Ha tre skin sbloccabili.
TeensiesUn paio di Grand Minimus Teensies. Hanno tre skin sbloccabili.
Henchman 1000Una versione più perfezionata dello Henchman 800. Henchman 1000 deve essere sbloccato. Ha tre skin sbloccabili.
TilyUna piccola fata che vorrebbe prendere il posto di Ly la Fata. Tily deve essere sbloccata.
RazorwifeMoglie fiammeggiante di Razorbeard. Razorwife deve essere sbloccata.
Dark GloboxUna versione più malvagia, più stupida, più brutta e certamente più rude di Globox. Dark Globox appare solo nelle versioni GameCube e Xbox di Rayman Arena e deve essere sbloccato.

## Accoglienza
Rayman M ha ricevuto recensioni "miste o nella media", secondo l'aggregatore di recensioni Metacritic. GameSpot ha assegnato un punteggio di 5,1/10 criticando la mancanza di varietà di gioco, affermando che "In genere sono necessari solo due giri su un percorso per capire un percorso attraverso il livello che sconfiggerà i corridori del computer". La rivista Play ha assegnato al gioco una valutazione di 3 su 5 affermando "Le corse sono un vero spasso per alcuni round veloci e gli elementi platform sono sempre un'aggiunta gradita. Ma non è il tipo di gioco di società che dura ben oltre il pareggio immediato".
Per la piattaforma PC, Rayman M ha ricevuto recensioni "negative" secondo Metacritic.

### Rayman Rush
Rayman Rush ha ricevuto recensioni "miste o nella media" secondo l'aggregatore di recensioni Metacritic.